# Gunnar Meinhardt
Gunnar Meinhardt (* 1958 in Berlin) ist ein deutscher Buchautor und Sportjournalist.

## Werdegang
Gunnar Meinhardt wuchs in Buckow, Märkische Schweiz auf. Er besuchte die Kinder- und Jugendsportschule in Frankfurt/Oder und das dortige Leistungssportzentrum ASK Vorwärts Frankfurt. Er wurde DDR-Meister im Gewichtheben. Danach schloss er sein Hochschulstudium mit Abschluss als Diplom-Sportwissenschaftler und Trainer an der Deutschen Hochschule für Körperkultur (DHfK) in Leipzig ab. Seine Diplomarbeit trägt den Titel „Die Darstellung von Körperkultur und Sport in den Zeitschriften ‚Neue Berliner Illustrierte‘ - ‚Die Zeit im Bild‘ und ‚Freie Welt‘ von 1978 bis 1981“.
Meinhardt ist der Cousin von Pierre Lueders, dem erfolgreichsten Bobpiloten Kanadas, der in Calgary wohnt. Meinhardt weckte auch Lueders Leidenschaft für den rasanten Kufensport, als dieser im Sommer 1989 das letzte Mal vor dem Mauerfall die gemeinsamen Großeltern in Buckow besuchte. Er versorgte ihn noch mit wissenschaftlichen Bobsport-Abhandlungen der DDR-Forschung und Trainingsplänen. Lueders Mutter regte sich fürchterlich auf, als die Bobfahrer-Ambitionen des Sohnes ruchbar wurden. Meinhardt fuhr sie daraufhin am Telefon an: „Willst du, dass Pierre in den Tod fährt?“ Später wurde sie ein Fan der Passion ihres Sohnes, der als Sportler an fünf Olympischen Spielen teilnahm, 1992 sein erstes Weltcuprennen gewann, mehrmals Weltmeister und 1998 Olympiasieger im Zweierbob wurde (Süddeutsche Zeitung, 16. Februar 1998). Derzeit bereitet Lüders als Cheftrainer die chinesischen Bobfahrer auf die Olympischen Winterspiele 2022 in Peking vor.

## Journalistische Arbeiten
Er war Pressesprecher des Judo-Verbandes der DDR, Pressesprecher des Europäischen- und Welt-Sumo-Verbandes sowie Vorsitzender der AIPS-Kommission Judo. Meinhardt arbeitete nach dem Studium vorwiegend als Sport- und Politikkorrespondent bei der Jungen Welt (Sport 1985–1990), bei der Deutschen Presse-Agentur (Sport 1991–1997), bei der Deutschen Presse-Agentur (Politik 1997/1998), bei der Deutschen Presse Agentur in den USA und Kanada (Sport 1990 – 2005). Seit 2005 schreibt er als Autor für den Sport bei der Welt und Welt am Sonntag und berichtet von den großen internationalen Ereignissen, wie Europa- und Weltmeisterschaften oder den Olympischen Spielen.

## Veröffentlichungen
- Mitautor der Olympiabücher von 2000, 2002, 2004, 2006, 2008, 2010, 2012 und 2014.
- Ready to rumble: Boxboom Deutschland. Gunnar Meinhardt im Gespräch mit den Stars. Neues Leben 2013.
- Mit Eduard Geyer: Einwürfe. Über Fußball, die Welt und das Leben in Gesprächen mit Gunnar Meinhardt. Neues Leben 2015, ISBN 978-3355018371.
- GOAT – A Tribute to Muhammad Ali. Taschen Verlag 2004, ISBN 978-3822816271.
- 4 Sterne – 111 Jahre. Jahrhundert-Chronik über Bayern München, 2011.[4][5]
- Mit Isolde Heinz: Drei Sterne – Mehr geht nicht. Neues Leben 2022, ISBN 978-3355019095.